# Quintette avec harpe
Le Quintette avec harpe est une œuvre de musique de chambre écrite pour harpe et quatuor à cordes par le compositeur britannique Arnold Bax en 1919.

## Contexte
Après son Elegiac Trio, Arnold Bax a écrit un In memoriam, cette fois pour cor anglais, harpe et quatuor à cordes, puis le Quintette avec harpe, écrit en 1919, probablement au moment où il a effectué sa première visite en Irlande après la guerre. Dans cette œuvre en un seul mouvement, le son de la harpe joue un rôle important dans la création du caractère et de l'impact de la musique. Ici encore, l'humeur générale est à la tristesse. La première harpiste à avoir joué cette pièce d'Arnold Bax est Gwendolen Mason, une interprète britannique bien connue de l'époque.

## Analyse
Le lyrisme audacieux, voire dramatique, du début par le quatuor à cordes (la harpe se contentant d'accompagner et d'ajouter des touches de couleur occasionnelles) crée l'ambiance, mais avec l'arrivée du second sujet soutenu, la harpe accompagne maintenant hardiment. Bax semble raconter une histoire non écrite, avec plusieurs interludes et un épisode dramatique plus rapide dans un accompagnement dissonant des cordes. Inévitablement, aucun d'entre eux ne dure ; la harpe médite encore et encore sur un chagrin privé. Vers la fin, Bax écrit de manière sonore pour les cordes, l'accompagnement audacieux de la harpe suggérant un récit à la façon des bardes de légendes d'antan. Finalement, la musique s'estompe dans une évocation crépusculaire de longue haleine.